# Sasiny (województwo warmińsko-mazurskie)
Sasiny (niem. Sassen) – osada w Polsce położona w województwie warmińsko-mazurskim, w powiecie ostródzkim, w gminie Małdyty. Usytuowana nad jeziorem Sasiny.
W latach 1975–1998 miejscowość położona była w województwie olsztyńskim.
Wieś lokowana roku 1315, jako dwór pruski na 25 włókach. Pierwotna nazwa Sasno najprawdopodobniej wywodzi się od imienia Prusa – Sasina (zając). W roku 1782 we wsi odnotowano 11 domów (dymów), natomiast w 1858 w 10 gospodarstwach domowych było 138 mieszkańców. W latach 1937–1939 było 246 mieszkańców. W roku 1973 jako majątek Sasiny należały do powiatu morąskiego, gmina Małdyty, poczta Połowite.

## Zabytki
Założenie pałacowo-parkowe pochodzi z XVIII w. Pozostały ruiny pałacu (rodziny Zu Dohna) oraz część zabudowań gospodarczych. Część gospodarcza rozbudowana na początku XX w.